# Đại học Luật và Quản trị Châu Âu
Đại học Luật và Quản trị Châu Âu (EULA) (tiếng Ba Lan: Europejska Wyższa Szkoła Prawa i Administracji (EWSPA)) được thành lập tại Warsaw (Ba Lan, EU) là một trường đại học tư nhân Ba Lan được thành lập vào năm 1997.
EULA được liên kết với Viện Nghiên cứu Pháp lý của Viện Hàn lâm Khoa học Ba Lan.
EULA được thành lập bởi Văn phòng Liên đoàn luật sư Ba Lan chi nhánh Warsaw, hợp tác chặt chẽ với Viện nghiên cứu pháp lý của Viện hàn lâm khoa học Ba Lan và với Viện luật phát triển quốc tế (IDLI) của Rome.

## Chính quyền nhà trường
- Hiệu trưởng danh dự: Jerzy Wiatr
- Hiệu trưởng học thuật: Dariusz Czajka
- Phó hiệu trưởng: Tadeusz Szymanek
- Trưởng khoa Luật tại Warsaw: Barbara Bajor
- Phó Trưởng Khoa Luật tại Warsaw: Artur Kotowski
- Trưởng khoa Luật tại Luân Đôn: Waldemar Gontarski
- Phó Trưởng Khoa Luật tại Luân Đôn: Jakub Spurek
- Hiệu trưởng quản lý: Katarzyna Zajac

## Các chương trình bằng tiếng Anh
- Cử nhân 3 năm về quan hệ quốc tế

## Các chương trình bằng tiếng Ba Lan
- Thạc sĩ ngành Luật 5 năm
- Cử nhân hành chính 3 năm
- Cử nhân quan hệ quốc tế 3 năm

## Vị trí
Khuôn viên của trường nằm ở quận phía đông bắc Warsaw, Praga Północ. Trường cũng tổ chức các lớp học ở trung tâm Warsaw (Ba Lan), London (Anh) và Brussels (Bỉ).

## Liên lạc
- Địa chỉ: 21/29 Grodzieńska str., Warsaw, Ba Lan
- Điện thoại: + 48 (22) 619 90 11, 619 24 90
- Điều phối viên của các sinh viên nước ngoài: Marzena Kudyba